# Battery
Battery va ser un grup straight edge pertanyent a la youth crew de música hardcore punk de Washington DC que va estar activa del 1990 fins al 1998. Va fer gires en nombroses ocasions tant pels Estats Units com per Europa i va publicar diversos treballs discogràfics inclosos 3 LP, l'últim dels quals va ser publicat per Revelation Records. El vocalista, Brian McTernan, també era membre d'Ashes, Miltown i My Best Mistake, i el guitarrista, Ken Olden, també va tocar a Damnation AD, Better Than A Thousand, Youth of Today, Worlds Collide, When Tigers Fight, Fort Knox i Hard Strike.

## Trajectòria
Originalment anomenada Fury, Battery es va fundar el 1990 i va publicar el seu primer disc amb Deadlock Records el 1991. El grup estava format per Brian McTernan a la veu, Ken Olden i Matt Squire a les guitarres, Toshi Yano al baix i Zac Eller a la bateria. Les cançons d'aquest treball es van tornar a gravar i es van publicar com un EP titulat We Won't Fall el 1993 al segell discogràfic alemany Lost & Found Records.
Battery va assolir l'èxit a Europa, però als Estats Units al principi només eren coneguts a l'àrea de Washington DC. Van publicar el seu primer àlbum complet el 1994, Only the Diehard Remain, amb Tidal Records als EUA i amb Lost & Found Records a Europa. El mateix any van presentar un EP de quatre cançons titulat Let the Past Go, així com un disc compartit amb Ignite, ambdós a Lost & Found Records.
El 1996, Jason Hamacher, també membre de Frodus, es va incorporar com a nou bateria i van publicar el seu segon àlbum titulat Until the End amb Conversion Records als Estats Units i de nou amb Lost & Found Records a Europa. Ben Chused va sortir del grup per a tocar la bateria a la banda de hardcore punk de Boston, Ten Yard Fight, i va ser substituït per Graham Land, que havia tocat la guitarra amb Worlds Collide i havia fundat Better Than a Thousand amb Ken Olden i Ray Cappo, el cantant de Youth of Today. Més endavant, Battery va girar pels Estats Units amb Ten Yard Fight i per Europa amb Damnation AD.
El seu tercer i últim àlbum, Whatever It Takes, va ser publicat amb el segell discogràfic Revelation Records el 1998. Van girar pels Estats Units i Europa amb altres bandes del segell Revelation Records, Better Than a Thousand, In My Eyes i Speak 714, i poc després es van dissoldre.
El 2002 es va publicar un CD recopilatori titulat Final Fury: 1990-1997 al segell discogràfic madrileny Soulforce Records. Battery es va reunir per a tocar al concert de 25è aniversari de Revelation Records a Nova York. El 2017, Battery va publicar la cançó «My Last Breath»,,seguida d'un àlbum recopilatori anomenat For the Rejected by the Rejected i una gira europea a la tardor.

## Discografia
- 1991: Battery (EP, Deadlock Records)
- 1993: We Won’t Fall (EP, Lost & Found Records)
- 1994: Only the Diehard Remain (Tidal Records)
- 1994: Let the Past Go (EP, Lost & Found Records)
- 1994: Split (EP, Lost & Found Records
- 1996: Until the End (Conversion Records)
- 1998: Whatever It Takes (Revelation Records)
- 2002: Final Fury: 1990-1997 (Soulforce Records)
- 2017: For the Rejected by the Rejected (Revelation Records)